# DBR
DBR (англ. Dual Band Radar)

## История
Программа началась в 1999 году, когда компания Raytheon получила контракт на разработку многофункционального радара AN/SPY-3 диапазона X. Она же проводит разработку второго радара системы DBR — VSR (AN/SPY-4) диапазона S. В настоящее время тестовые модели обоих радаров установлены в Инженерном испытательном центре DDG-1000 в Уоллопс-Айленд.

## Задействованные структуры
К разработке и изготовлению DBR привлечены:
Генреральный подрядчик
- Система в целом — Raytheon Electronic Systems, Садбери, Массачусетс.

Субподрядчик
- Антенное устройство разведки воздушной обстановки L-диапазона (VSR Antenna System) — Lockheed Martin Maritime Sensors & Systems, Мурстаун, Нью-Джерси.
- Антенное устройство разведки воздушной обстановки S-диапазона (S-VSR) — Northrop Grumman Ship Systems, Паскагула, Миссисипи.[3]

| |  |  |
| Вид DBR с различных ракурсов, визит Президента США Дональда Трампа на борт суперавианосца «Джеральд Форд», корабля-носителя РЛС |  |  |